# Markus Klose
Markus Klose (* 26. Januar 1964 in Burgsteinfurt) ist ein deutscher Kolumnist und Herausgeber.
Markus Klose machte im Jahr 1983 Abitur und arbeitete anschließend als Buchhändler für den Verlag Poertgen-Herder. Nach weiteren Anstellungen im Verlagswesen, unter anderem in den Verlagshäusern Falken, Langenscheidt und Heyne, übernahm Klose im Jahr 2004 die Geschäftsführung für die Bereiche Marketing und Vertrieb beim deutschen Buchverlag Hoffmann und Campe.
2016 wechselte Klose zu dem von der Red Bull Media House GmbH getragenen Verlagshaus Benevento Publishing. Seit 2021 ist der gelernte Buchhändler selbstständig als Berater sowie Kolumnist unter anderem für das Börsenblatt tätig.
Im Jahr 2012 veröffentlichte Klose das Buch Ausgewählte Texte des amerikanischen Schriftstellers Richard Brautigan im Verlag Hoffmann und Campe. Das Nachwort zum Buch wurde  ebenfalls von Markus Klose verfasst.